# Sovětská liga ledního hokeje 1969/1970
Sezóna 1969/1970 byla 24. sezonou Sovětské ligy ledního hokeje. Mistrem se stal tým CSKA Moskva.
Vzhledem ke snížení počtu účastníků sestoupily týmy Lokomotiv Moskva, Avtomobilist Sverdlovsk a Dynamo Kyjev. Celek Sibir Novosibirsk se v baráži proti vítězi 2. ligy (Torpedo Minsk) po výhrách 8:4 a 5:4 udržel.

## Konečné pořadí
| #  | Tým                     | Z  | V  | R | P  | Sk.     | B  |
| -- | ----------------------- | -- | -- | - | -- | ------- | -- |
| 1  | CSKA Moskva             | 44 | 39 | 1 | 4  | 321-121 | 79 |
| 2  | Spartak Moskva          | 44 | 33 | 3 | 8  | 263-159 | 69 |
| 3  | Chimik Voskresensk      | 44 | 30 | 6 | 8  | 215-119 | 66 |
| 4  | SKA Leningrad           | 44 | 22 | 7 | 15 | 184-139 | 51 |
| 5  | Dynamo Moskva           | 44 | 22 | 5 | 17 | 194-146 | 49 |
| 6  | Torpedo Gorkij          | 44 | 22 | 1 | 21 | 187-168 | 45 |
| 7  | Traktor Čeljabinsk      | 44 | 17 | 2 | 25 | 168-230 | 36 |
| 8  | Křídla Sovětů Moskva    | 44 | 14 | 7 | 23 | 126-182 | 35 |
| 9  | Sibir Novosibirsk       | 44 | 16 | 3 | 25 | 160-239 | 35 |
| 10 | Lokomotiv Moskva        | 44 | 12 | 5 | 27 | 117-199 | 29 |
| 11 | Avtomobilist Sverdlovsk | 44 | 9  | 2 | 33 | 169-255 | 20 |
| 12 | Dynamo Kyjev            | 44 | 5  | 4 | 35 | 125-272 | 14 |